# Jan Jasny
Jan Jasny (ur. ok. 1932, zm. 17 lutego 2019) – polski specjalista w zakresie aparatury spektroskopowej, laserów i optyki instrumentalnej, dr inż., wynalazca i konstruktor aparatury optycznej.

## Życiorys
W latach 1967–2001 był pracownikiem Instytutu Chemii Fizycznej Polskiej Akademii Nauk, gdzie pełnił funkcję docenta. Był między innymi twórcą nowatorskiego obiektywu powiększalnikowego z wbudowanymi filtrami do korekcji barwnej zdjęcia o nazwie Janpol Color z 1963.
Swoje prace (część z nich we współpracy z Jerzym Sepiołem) publikował w wielu renomowanych czasopismach naukowych.